# John Chrisostom Kwon Hyok-ju
John Chrisostom Kwon Hyok-ju (ur. 5 września 1957 w Uisong-kun) – koreański duchowny katolicki, biskup Andong od 2001.

## Życiorys
Święcenia kapłańskie otrzymał 26 stycznia 1983 i został inkardynowany do diecezji Andong. Po rocznej pracy w charakterze wikariusza został wysłany do Paryża i na tamtejszym Instytucie Katolickim podjął studia doktoranckie z teologii systematycznej. Po uzyskaniu w 1990 tytułu doktora powrócił do kraju i został mianowany proboszczem w Namseong-dong, zaś w latach 1992-1997 kierował kurialnym wydziałem do spraw pastoralnych. W 1997 został wykładowcą seminarium w Daegu.

### Episkopat
16 października 2001 papież Jan Paweł II minował go biskupem ordynariuszem diecezji Andong. Sakry biskupiej udzielił mu 4 grudnia 2001 kardynał Stephen Kim Sou-hwan.